# Římskokatolická církev v Mexiku
Katolická církev v Mexiku je součástí všeobecné církve na území Mexika, pod vedením papeže a místních biskupů sdružených do Mexické biskupské konference (Conferencia del Episcopado Mexicano - CEM, je součástí Rady latinskoamerických biskupských konferencí (CELAM)). Papež je v Brazílii zastupován apoštolským nunciem v Mexiku. Po Brazílii je Mexiko nejpočetnější katolickou zemí světa.

## Administrativní členění katolické církve v Mexiku

### Církevní oblast Sur

#### Církevní provincie Acapulco
- Arcidiecéze Acapulco
  - Diecéze Chilpancingo-Chilapa
  - Diecéze Ciudad Altamirano
  - Diecéze Tlapa

### Církevní oblast Pacífico-Sur

#### Církevní provincie Antequera
- Arcidiecéze Antequera
  - Diecéze Puerto Escondido
  - Diecéze Tehuantepec
  - Diecéze Tuxtepec
  - Územní prelatura Huautla
  - Územní prelatura Mixes

#### Církevní provincie Tuxtla Gutiérrez
- Arcidiecéze Tuxtla Gutiérrez
  - Diecéze San Cristóbal de las Casas
  - Diecéze Tapachula

### Církevní oblast Norte

#### Církevní provincie Chihuahua
- Arcidiecéze Chihuahua
  - Diecéze Ciudad Juárez
  - Diecéze Cuauhtémoc-Madera
  - Diecéze Nuevo Casas Grandes
  - Diecéze Parral
  - Diecéze Tarahumara

### Církevní oblast Metropolitana

#### Církevní provincie Mexiko
- Arcidiecéze mexická (Ciudad de Mexico)
  - diecéze Azcapotzalco
  - diecéze Iztapalapa
  - diecéze Xochimilco

### Církevní oblast Metro-Circundante

#### Církevní provincie Tlalnepantla
- Arcidiecéze Tlalnepantla
  - Diecéze Cuautitlán
  - Diecéze Ecatepec
  - Diecéze Izcalli
  - Diecéze Netzahualcóyotl
  - Diecéze Teotihuacan
  - Diecéze Texcoco
  - Diecéze Valle de Chalco

#### Církevní provincie Città del Messico (bez území hlavního města)
- - Diecéze Azcapotzalco
  - Diecéze Iztapalapa
  - Diecéze Xochimilco

#### Církevní provincie Toluca
- Arcidiecéze Toluca
  - Atlacomulco
  - Cuernavaca
  - Tenancingo

### Církevní oblast Vizcaya-Pacifico

#### Církevní provincie Durango
- Arcidiecéze Durango
  - Diecéze Gómez Palacio
  - Diecéze Mazatlán
  - Diecéze Torreón
  - Územní prelatura El Salto

### Církevní oblast Occidente

#### Církevní provincie Guadalajara
- Arcidiecéze Guadalajara
  - Diecéze Aguascalientes
  - Diecéze Autlán
  - Diecéze Ciudad Guzmán
  - Diecéze Colima
  - Diecéze San Juan de los Lagos
  - Diecéze Tepic
  - Územní prelatura Jesús María

### Církevní oblast Noroeste

#### Církevní provincie Hermosillo
- Arcidiecéze Hermosillo
  - Diecéze Ciudad Obregón
  - Diecéze Culiacán
  - Diecéze Nogales

#### Církevní provincie Tijuana
- Arcidiecéze Tijuana
  - Diecéze La Paz en la Baja California Sur
  - Diecéze Mexicali
  - Diecéze Ensenada

### Církevní oblast Noreste

#### Církevní provincie Monterrey
- Arcidiecéze Monterrey
  - Diecéze Ciudad Victoria
  - Diecéze Linares (Mexico)
  - Diecéze Matamoros
  - Diecéze Nuevo Laredo
  - Diecéze Piedras Negras
  - Diecéze Saltillo
  - Diecéze Tampico

### Církevní oblast Golfo

#### Církevní provincie Jalapa
- Arcidiecéze Jalapa
  - Diecéze Coatzacoalcos
  - Diecéze Córdoba (Mexico)
  - Diecéze Orizaba
  - Diecéze Papantla
  - Diecéze San Andrés Tuxtla
  - Diecéze Tuxpan
  - Diecéze Veracruz

### Církevní oblast Bajío

#### Církevní provincie León
- Arcidiecéze León
  - Diecéze Celaya
  - Diecéze Irapuato
  - Diecéze Querétaro

#### Církevní provincie San Luis Potosí
- Arcidiecéze San Luis Potosí
  - Diecéze Ciudad Valles
  - Diecéze Matehuala
  - Diecéze Zacatecas

### Církevní oblast Don Vasco

#### Církevní provincie Morelia
- Arcidiecéze Morelia
  - Diecéze Apatzingán
  - Diecéze Ciudad Lázaro Cárdenas
  - Diecéze Tacámbaro
  - Diecéze Zamora (Mexico)

### Církevní oblast Oriente

#### Církevní provincie Puebla de los Ángeles
- Arcidiecéze Puebla de los Ángeles
  - Diecéze Huajuapan de León
  - Diecéze Tehuacán
  - Diecéze Tlaxcala

### Církevní oblast Centro

#### Církevní provincie Tulancingo
- Arcidiecéze Tulancingo
  - Diecéze Huejutla
  - Diecéze Tula

### Církevní oblast Sureste

#### Církevní provincie Yucatán
- Arcidiecéze Yucatán
  - Campeche
  - Tabasco
  - Cancún-Chetumal

### Jurisdikcesui iuris
- Maronitská katolická církev: Maronitská eparchie Panny Marie libanonských mučedníků ve městě Mexiko
- Melchitská řeckokatolická církev: Melchitská eparchie Panny Marie Rajské v Mexiku
- Arménská katolická církev: Apoštolský exarchát Latinské Ameriky a Mexika